# Driepuntsbelichting
Driepuntsbelichting is een belichtingstechniek met een betrekkelijk simpele opstelling van drie lichtbronnen: key light, fill light en backlight.

## Principe
Een persoon die door een enkele lamp frontaal belicht wordt, vertoont maar weinig diepte en het beeld zal een afgeplatte indruk maken. Dit is te vergelijken met het flitslicht van een fototoestel. Door de toepassing van drie verschillende lichtbronnen wordt een beter dieptezicht bekomen. Deze belichtingsopstelling heet de driepuntsbelichting.

## Opstelling

### Key Light
Het key light is de meest intense lichtbron en dient als hoofdlicht. Het wordt lichtjes schuin voor de persoon (in een hoek van 30°-45° t.o.v. de camera) en op een geringe hoogte (eveneens een hoek van 30°-45°) geplaatst. Naarmate de horizontale (en verticale) hoek van het key light kleiner wordt (en dus meer frontaal t.o.v. het onderwerp zal komen) zal het modellerend effect van het licht afnemen.

### Fill light
Het fill light onderdrukt de schaduwen die veroorzaakt worden door het harde key light op bijvoorbeeld het gezicht. De schaduwen worden getemperd door het zachtere fill light aan de tegenovergestelde zijde van de camera te plaatsen. De intensiteit van het fill light moet in verhouding zijn tot het key light en mag dit in regel niet in sterkte overtreffen. Je mag dit licht niet 'zien'. Het dient enkel om te grote contrasten op het gezicht te vermijden. Indien er sprake is van een groot contrast in intensiteit tussen key light en fill light spreken we van low key, bij een gering contrast spreken we van high key. 

### Backlight
Het backlight belicht de persoon bovenaan en van de achterzijde. Dit zorgt typisch voor een gloed om het kapsel en een extra accent op de schouders, zodoende dat de persoon lijkt los te komen van de achtergrond. De ideale plaats voor het backlight is achter de persoon en wel zo dat geen licht voor valt. Voor een backlight wordt meestal hard licht gebruikt met een intensiteit die ongeveer de helft is van het key light.